# Comuna Boxholm
Boxholm (Boxholms kommun) este o comună din comitatul Östergötlands län, Suedia, cu o populație de 5.278 locuitori (2013).

## Geografie

### Zone urbane
Lista celor mai mari zone urbane din comună (anul 2015) conform Biroului Central de Statistică al Suediei:
| Nr | Zona urbană | Pop.  |
| -- | ----------- | ----- |
| 1  | Boxholm     | 3.269 |
| 2  | Strålsnäs   | 450   |

## Demografie
| \| Evoluția demografică în comuna Boxholm, 1970–2015 \| Evoluția demografică în comuna Boxholm, 1970–2015 \| Evoluția demografică în comuna Boxholm, 1970–2015 \| Evoluția demografică în comuna Boxholm, 1970–2015 \| Evoluția demografică în comuna Boxholm, 1970–2015 \| \| ----------------------------------------------------------------------------------------------------- \| ------------------------------------------------- \| ------------------------------------------------- \| ------------------------------------------------- \| ------------------------------------------------- \| \| An \| \| \| Locuitori \| \| \| 1970 \| 1970 \| \| 6387 \| 6387 \| \| 1975 \| 1975 \| \| 5899 \| 5899 \| \| 1980 \| 1980 \| \| 5794 \| 5794 \| \| 1985 \| 1985 \| \| 5629 \| 5629 \| \| 1990 \| 1990 \| \| 5675 \| 5675 \| \| 1995 \| 1995 \| \| 5642 \| 5642 \| \| 2000 \| 2000 \| \| 5334 \| 5334 \| \| 2005 \| 2005 \| \| 5242 \| 5242 \| \| 2010 \| 2010 \| \| 5221 \| 5221 \| \| 2015 \| 2015 \| \| 5328 \| 5328 \| \| Sursa: SCB - Statistika Centralbyrån, Folkmängd efter region, civilstånd, ålder och kön. År 1968–2016 \| \| \| \| \| |      |  |           |      |
| Evoluția demografică în comuna Boxholm, 1970–2015 |      |  |           |      |
| An |      |  | Locuitori |      |
| 1970 | 1970 |  | 6387      | 6387 |
| 1975 | 1975 |  | 5899      | 5899 |
| 1980 | 1980 |  | 5794      | 5794 |
| 1985 | 1985 |  | 5629      | 5629 |
| 1990 | 1990 |  | 5675      | 5675 |
| 1995 | 1995 |  | 5642      | 5642 |
| 2000 | 2000 |  | 5334      | 5334 |
| 2005 | 2005 |  | 5242      | 5242 |
| 2010 | 2010 |  | 5221      | 5221 |
| 2015 | 2015 |  | 5328      | 5328 |
| Sursa: SCB - Statistika Centralbyrån, Folkmängd efter region, civilstånd, ålder och kön. År 1968–2016 |      |  |           |      |